# Panther-Ameisenjungfer
Die Panther-Ameisenjungfer (Dendroleon pantherinus) ist ein Netzflügler aus der Familie der Ameisenjungfern (Myrmeleontidae). Sie ist die einzige Art der Gattung in Europa.

## Merkmale
Die Tiere erreichen eine Vorderflügellänge von 26 bis 30 Millimetern. Ihre Flügelpaare sind auffällig gefleckt. Man kann die Art anhand ihres Augenflecks am Vorderflügelhinterrand leicht von anderen Ameisenjungfern unterscheiden.

## Vorkommen
Die Art kommt im südlichen Mitteleuropa weit verbreitet, bis nach Asien vor. Die nördliche Verbreitungsgrenze liegt im Rhein-Main-Gebiet. Sie kommt allerorts selten in nur geringen Individuenzahlen vor. Man findet sie vom Flachland bis in Lagen von etwa 500 Metern Seehöhe. 

## Lebensweise
Die nachtaktiven Imagines fliegen von Juli bis August. Die Larven tarnen sich mit Detritus und bauen keine Fangtrichter. Sie leben in trockenen und wärmebegünstigten Laubwäldern, im Mulm alter Bäume.